# Tina (rzeka)
Tina (Tyna, Tejna) – rzeka na Żuławach Elbląskich, lewobrzeżny dopływ Elbląga o długości 40,03 km. W górnym biegu występuje pod nazwą Tina Górna.
Wypływa z obszaru depresyjnego, odwadniając równocześnie obszar Żuław, przez który przepływa. Uchodzi do rzeki Elbląg. W dolnym biegu przepływu rzeki występują obwałowania przeciwpowodziowe.